# Abschaloms Grab

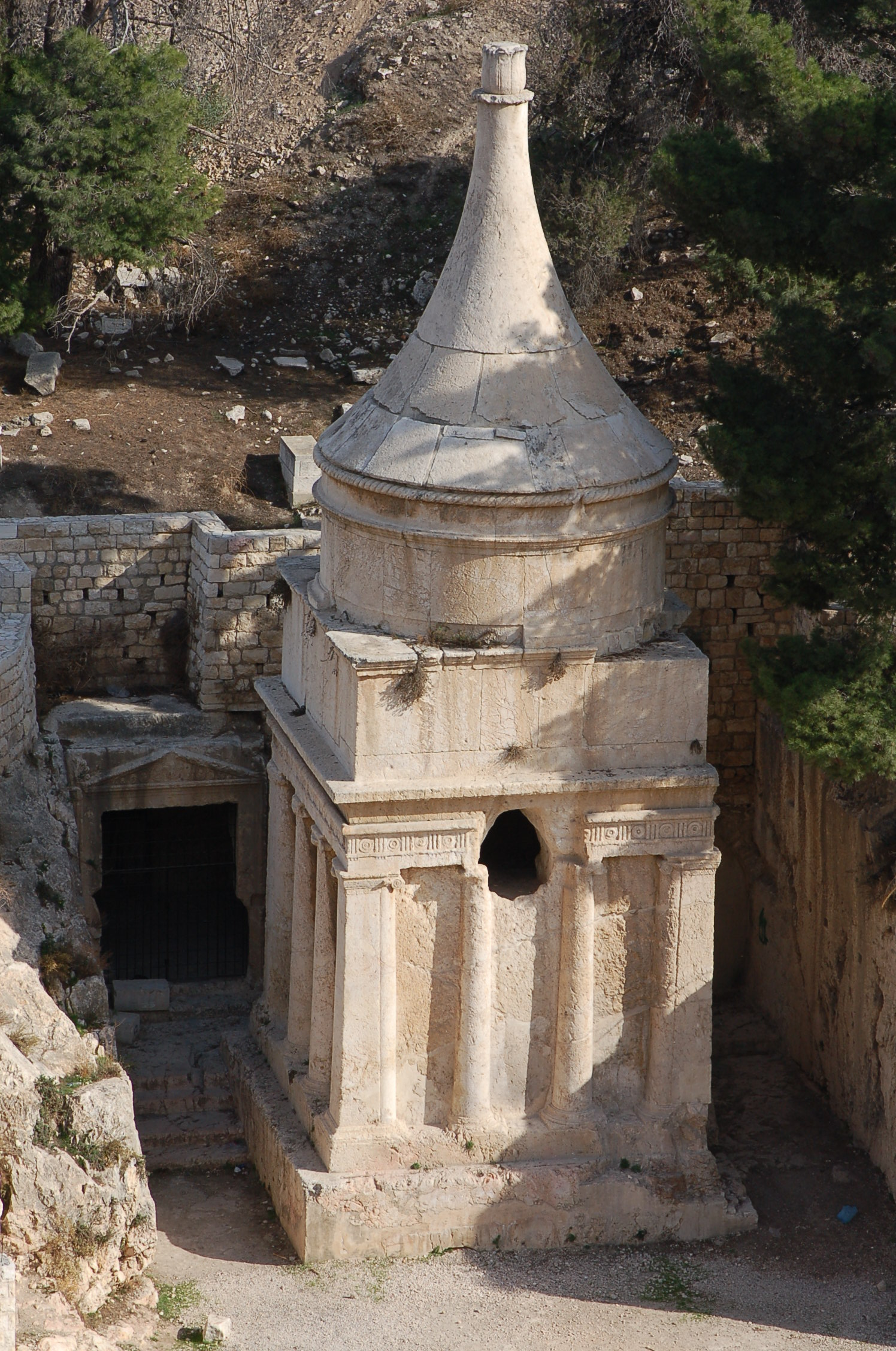
Das Grabmal des Abschalom im Kidrontal, im Hintergrund der Eingang zu Joschafats Grab

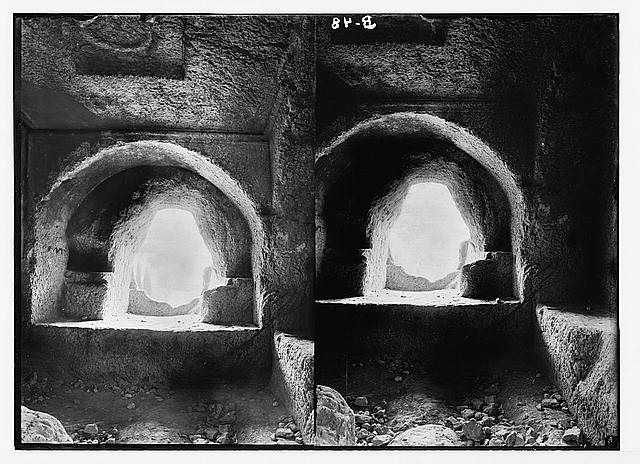
Nischenbankgrab mit später hinzugefügter Fensteröffnung (Historische Aufnahme, zwischen 1900 und 1920)

Das Grabmal des Abschalom (hebräisch יד אבשלום Yad Avshalom) ist ein antikes Grabmonument im Kidrontal in Jerusalem, östlich des Tempelberges. Es stammt aus dem 1. Jahrhundert nach Christus.

## Namen
Das auffällige Monument hatte im Lauf der Jahrhunderte viele Namen: „Grab des Hiskija“ (Pilger von Bordeaux, 4. Jahrhundert), „Turm Joschafats“ (Arkulf, 7. Jahrhundert), „Kochtopf“ (Phokas, 12. Jahrhundert). Traditionelle arabische Bezeichnungen sind „Haus des Pharao“ oder „Mütze des Pharao“.
Seit dem Madrich Jeruschalajim (10. Jahrhundert) ist die Bezeichnung Yad Avshalom, „Denkmal Absaloms“ geläufig, der sich auf die Bibelstelle 2 Sam 18,18  bezieht. Demnach ließ sich Abschalom, der kinderlose Sohn Davids, einen Gedenkstein aufstellen. Dabei handelte es sich jedoch keinesfalls um dieses weit jüngere Monument.

## Geschichte
Das Grabmonument ist einer aristokratischen jüdischen Familie aus der Zeit des Zweiten Tempels zuzuordnen; ihr Name ist nicht bekannt.
Ein unterirdisches Felsgrab, zu dem von Süden her Stufen hinabführten, wurde aus dem umgebenden Felsen herausgehauen, so dass eine frei stehende, hausartige Struktur entstand. Damit sollte die hier begrabene Person besonders geehrt werden.
In der Kreuzfahrerzeit hatten sich in den Gräbern des Kidrontals Eremiten eingerichtet, und so bezog auch ein Rekluse das Abschalomsgrab. Im Lauf der Jahrhunderte versank das Monument fast bis zur Hälfte im Schutt. Hans Tucher und Felix Fabri bezeugen für das 15. Jahrhundert, dass Vorübergehende Steine darauf warfen, um ihren Abscheu gegenüber Abschaloms Ungehorsam zum Ausdruck zu bringen (Abschalom hatte nach biblischer Darstellung gegenüber seinem Vater einen Aufstand versucht, wobei er zu Tode kam).

## Beschreibung
Das Monument ist etwa 20 Meter hoch und besteht aus zwei Teilen. Der untere Teil ist eine aus dem Fels herausgehauene Grabkammer, die nun durch einen 2,5 bis 3 Meter breiten Umgang vom umgebenden Felsen getrennt ist. Auf einem Sockel und Podest erhebt sich der Grabkubus, dessen Seiten durch Pilaster gegliedert sind.
Darüber sieht man einen schmalen Architrav,  ein dorisches Fries mit Triglyphen und bildlosen Metopen und eine ägyptische Hohlkehle. Oberhalb der Hohlkehle ist auf der Südseite der Eingang zur Grabkammer, doch als das Grab für Wohnzwecke umgebaut wurde, schlug man zusätzliche Öffnungen hinein. Darin befinden sich zwei Nischenbankgräber.
Weiter oberhalb folgen eine hohe Attika und schließlich runde und konische Steinlagen, jeweils von einem Ringbündel getrennt. Der Abschlussstein hat die Form einer Lotosblüte.